# Pillarno
Pillarno (Piarnu en asturiano y oficialmente) es una parroquia del concejo de Castrillón, en el Principado de Asturias (España). Alberga una población de 796 habitantes (INE 2012) en 347 viviendas. Ocupa una extensión de 16,46 km².
Está situada en la zona sur del concejo. Limita al norte con la parroquia de Quiloño; al este, con los concejos de Avilés y Corvera de Asturias; al sur con el de Illas; y al oeste, con los de Candamo y Soto del Barco.
La iglesia parroquial, dedicada a San Cipriano, conserva una ventana prerrománica. Por otra parte, la capilla de San Pedro, está datada en el siglo XVII.
Además, la Gruta de Arbedales, descubierta en 1963, conserva una impresionante formación geológica natural de estalactitas y estalagmitas.

## Poblaciones
Según el nomenclátor de 2012 la parroquia está formada por las poblaciones de:
- La Alvarina (L'Alvarina en asturiano[1]) (lugar): 9 habitantes.
- Bujandi (Buxande) (casería): 1 habitante.
- La Cangueta (pueblo): 124 habitantes.
- La Grandera (caserío): 8 habitantes
- El Cascayo (El Cascayu) (casería): 0 habitantes.
- La Corredoria (casería): 17 habitantes.
- El Cuadro (El Cuadru) (pueblo): 150 habitantes.
- Machuquera (La Machuquera) (aldea): 22 habitantes.
- Moire (pueblo): 151 habitantes.
- Orbón (aldea): 37 habitantes.
- Pipe (pueblo): 86 habitantes.
- Pulide (pueblo): 14 habitantes.
- La Ramera de Arriba (La Ramera de Riba) (aldea): 12 habitantes.
- Romadorio (Romadoriu) (aldea): 107 habitantes.
- La Salguera (casería): 2 habitantes.
- Teboyas (pueblo): 64 habitantes.